# Corydalis ledebouriana
Corydalis ledebouriana là một loài thực vật có hoa trong họ Anh túc. Loài này được Kar. & Kir. mô tả khoa học đầu tiên năm 1841.